# Amanda (Ohio)
Amanda – wieś w Stanach Zjednoczonych, w stanie Ohio, w hrabstwie Fairfield.
Liczba mieszkańców w 2010 roku wynosiła 737.